# Campamento Aserradero
Campamento Aserradero är en ort i Mexiko.   Den ligger i kommunen San Blas och delstaten Nayarit, i den sydvästra delen av landet, 800 km väster om huvudstaden Mexico City. Campamento Aserradero ligger 44 meter över havet och antalet invånare är 744. Den ligger på ön Isla María Madre.
Terrängen runt Campamento Aserradero är kuperad åt sydost, men åt nordväst är den platt. Havet är nära Campamento Aserradero norrut. Runt Campamento Aserradero är det ganska glesbefolkat, med 45 invånare per kvadratkilometer. Campamento Aserradero är det största samhället i trakten. 